# The Ballot or the Bullet
The Ballot or the Bullet（ザ・バロット・オア・ザ・ブレット、「投票か弾丸か」の意）は、人権活動家マルコム・X によるパブリック・スピーチの中の1節である。
このスピーチは、1964年4月3日、オハイオ州クリーブランドのコーリー・メソジスト教会で講演され、マルコムはこの中でアフリカ系アメリカ人に対し、彼らの投票する権利について、慎重に行使するように助言したが、しかし同時にもし政府が、アフリカ系アメリカ人を、完全な平等の実現を達成することから妨害し続けるのであれば、アフリカ系アメリカ人は武器を取ることが必要になるかも知れない、とも警告した。
このパブリック・スピーチは、アメリカ公衆演説の主導的な学者たち137名による20世紀のアメリカのスピーチ・トップ100に、第7位としてランキングしている。

## 背景

### マルコム・Xとネーション・オブ・イスラム
1964年の3月8日、マルコム・X は、ネーション・オブ・イスラムからの脱退を表明した。この組織は、ブラック・ナショナリストの宗教組織のひとつであり、彼は10年近くこの組織のスポークスマンだった。ネーション・オブ・イスラムは、アフリカ系アメリカ人を助けるための支援をしていたが、公民権運動について、明確に反対していた。公民権運動は人種統合 (racial integration) を支持して人種分離 (racial segregation または (racial separation) には反対であり、ネーション・オブ・イスラムは人種分離を目指していたからである。公民権運動の目的のひとつは、アフリカ系アメリカ人に対する公民権剥奪 (disfranchisement) に、終わりを告げることであったが、ネーション・オブ・イスラムは、政治的過程において、この運動への参加を信徒に禁止していた。
マルコムはネーション・オブ・イスラムを去った時、公民権運動に協力するという意志を宣言した。彼は、公民権運動の指導者たちに「私は、（彼らの言った）私へのすべての悪言は水に流した、そして彼らもまた、私が彼らについて言った多くの悪言を水に流せると祈る」となだめた。

### 1964年公民権法
1963年6月に、ジョン・F・ケネディ大統領は、アメリカ合衆国議会に公民権法案を送った。南部の民主党員は、ディキシークラッツと呼ばれるが、下院でのこの法案の審議を阻止した。
ケネディ暗殺後の1963年11月、リンドン・B・ジョンソン大統領は公民権法案
を支持し後押しをした。法案は、1964年2月10日に下院を通過し、上院での審議のために送られた。南部の民主党員は法案に反対すると約束した。

## 演説
マルコム・Xは、スピーチを、彼がまだムスリムであることの謝辞から始め、宗教やアフリカ系アメリカ人を分裂させるようないかなる他の問題も議論するつもりはないと、すぐに付け加えた。代わりに、彼は全ての信仰を持つアフリカ系アメリカ人の共通の体験を強調しようとした：

### 投票 (the ballot)
マルコム・Xは1964年が選挙の年であり、「白人ウソつき政治屋の全員が、あなたや私のコミュニティのすぐ後ろにいるだろう……守るつもりのない偽の約束と共に。」という年であると注意した。彼は、ジョンソン大統領と民主党は、公民権法案への支持の正当性を主張し、民主党は、下院も上院も両方コントロールしているが、彼らは法案を通す行動を実際にはとらないと言った。代わりに、彼は、民主党は、同党内の「偽装した民主党に他ならない」ディキシークラッツを非難すると言った。彼は、アフリカ系アメリカ人の犠牲のもと、民主党は「政治的信用詐欺」ゲームを弄んでいると責めた。
マルコムは、アフリカ系アメリカ人は「政治的に敏感に」なってきており、統合と中立を通じて、来る選挙では、無党派層の投票者 (swing vote) となり得ると認識しており、彼らの関心に注意深い立候補者は：
マルコムは、投票はどのように効果的な武器になり得るかを述べ、もし、慎重に投票の行使がなされるなら

### 政府
投票の行使に協力したけれども、マルコム・Xは、投票することがアフリカ系アメリカ人の完全な平等を実現するということに、懐疑を示した。政府は、彼によれば、「この国では、黒人への弾圧と搾取と汚職することが職務だ。この政府は、ニグロを見捨てた」。
マルコムによれば、政府が「ニグロを見捨て」た方法のひとつは、その法律を執行することの不作為だった。彼は最高裁が人種分離を非合法化してあることを見つけ、「それは分離主義者は法を犯していることを意味する」。しかし、公民権運動に対抗するために、警察庁や州政府は、よく分離主義者の側に立ってきた、と彼は言う。
マルコムは、合衆国政府を頼って、州政府に公民権諸法に従うよう強制させることは、役に立たないと言った。「ワシントンD.C.にケース（訴訟）を持っていくことは、犯罪の責任を負うべき犯罪者にその犯罪の訴訟を持っていくことだ; それは、まるで狼から狐に走ることのようだ。彼らはすべて一緒につるんでいる」。

### 人権
適切なソリューションとは、マルコム・Xが言うには、アフリカ系アメリカ人の闘争を、公民権のそれから、人権のそれへと向上させることにある。公民権のための闘いは、国内的な問題であり、「国外の世界から、誰も、あなたのために告発できない。闘争が公民権の闘争である限りは」。
マルコムは、アフリカ系アメリカ人の平等ための闘いを人権問題へと変えることは、国内的な問題から国連に届くような国際問題に変えることになる、ということを言った。彼は、彼が「アンクル・サムにあなたの権利の扱いを訊ねること」と説明するところの公民権を、人権「あなたの天賦の権利」でありかつ「この地球のすべての国家（en:nations）によって認められる権利」 に、対照的に示した。彼は、もし公民権のための闘いが人権をかち取る闘争に拡張されれば、発展途上の第三世界の人が「そこに座して、我々の側に、彼らの重みをあずけるために待っている」と言った。

### ブラック・ナショナリズム
マルコム・Xは、ブラック・ナショナリズムへの継続的なコミットメントを述べた。これは、アフリカ系アメリカ人が彼ら自身のコミュニティを自ら統治するべきだ、という思想として、彼が定義しているものである。彼は、ブラック・ナショナリストは、アフリカ系アメリカ人が、自身のコミュニティの政治と経済をコントロールすべきであり、また彼らのコミュニティに悪影響を与えている、アルコール中毒、薬物中毒のような悪癖を、撲滅する必要があるということを信じている、と言った。
マルコムは、ブラック・ナショナリズムの哲学は、NAACP、CORE、SNCCといった主だった公民権運動団体でも説かれている、と言った。

### 自己防衛
マルコム・Xは「ライフルとショットガン」の問題を表明した。ネーション・オブ・イスラムを去る3月8日の彼のアナウンス以来、彼を長く悩ましていた議論である。彼は再度、もし政府が「ニグロ (Negroes) の生命と財産守る意志も能力もない」ならば、アフリカ系アメリカ人は自分自身を自分自身で守ってよい、という立場を繰り返した。彼は聴衆に法の精神を順守すること助言した。--「これは、あなた方が、ライフルを入手し、軍隊を組織し、白人の民衆を監視するために外に出る、ということを意味しない……それは、違法であるだろうし、我々はいかなる違法行為もしない。」--しかし彼は、もし白人の人々がアフリカ系アメリカ人に武装することを望まないなら、政府はその仕事をするべきだ、ということ言った。

### 弾丸 (the bullet)
マルコム・Xは「今日のアメリカにおけるシーンで、黒人のタイプは、これ以上もう片方の頬を差し出すつもりはない」 と言及し、もし政治家がアフリカ系アメリカ人に対する公約を守らないならば、暴力に訴えることを妨げられないと警告した：
マルコムは、もし公民権法案が通らないならば、1964年にワシントンに行進が行われるだろうと予測した。平和的で組織化された1963年のワシントン行進と異なり、マルコムが述べるところの1964年の行進は、すべて黒人による片道チケットの「非・非暴力の軍隊」となるであろうというものである。
しかし、マルコムは、まだ事態が進行するのを抑止する時間はあると言い：

## 分析
“The Ballot or the Bullet” は、マルコム・Xの人生の中でのひとつの決定的な点において、いくつかの狙いを提示している。それは、ネーション・オブ・イスラムとの距離を取ろうとする彼の努力の面である。また、公民権指導者たちとの融和を実現しようとしている。同時に、このスピーチは、マルコムがまだブラック・ナショナリズムと自己防衛を支持し、それゆえ、彼の過去を完全には払拭していないことを示す。

### ネーション・オブ・イスラムからの脱退
“The Ballot or the Bullet” は、投票への協力という点で、ネーション・オブ・イスラムとの根本的な違いと、政治的過程で信徒への参加禁止をしていたネーション・オブ・イスラムのそれとは反対側の立場にあることを示した。
もう一つの違いは、ムスリムとクリスチャンを分割させるような宗教的違いについて議論しない、というマルコムの選択で、彼がネーション・オブ・イスラムのスポークスマンであったときのスピーチと共通のテーマである。“The Ballot or the Bullet” で、マルコムは宗教について議論しないと選択し、それよりむしろ、アフリカ系アメリカ人のすべての背景に共通の体験を強調した。

### ブラック・ナショナリズム
マルコム・Xが「今日のアメリカのシーンで黒人は、これ以上、もう片方の頬を差し出すようなことはしない」といったとき、彼は、非暴力のアプローチに協力しない人々が、公民権運動では一般に支持されると、支持者に表明した。同様に、継続する彼のブラック・ナショナリズムへのコミットメントの立場から、マルコムは、彼の支持者に、彼の過去を完全には否定していないということを、心配させないように言っている。
ある自伝小説家は、マルコムは、若い公民権運動家の中で、存在感とブラック・ナショナリズムの影響力を増しているアフリカ系アメリカ人指導者の第一人者のうちのひとりだと、特筆している。

## 参照
1. ↑  Malcolm X Speaks, p. 23.
2. ↑  “Top 100 American speeches of the 20th century”.   University of Wisconsin-Madison (1999年12月15日). 2008年3月28日時点のオリジナルよりアーカイブ。2009年3月25日閲覧。
3. ↑  Perry, p. 249.
4. 1 2  Natambu, p. 260.
5. ↑  Malcolm X Speaks, p. 20.
6. ↑  Malcolm X Speaks, p. 24.
7. 1 2 3  Malcolm X Speaks, p. 25.
8. ↑  Malcolm X Speaks, p. 28.
9. 1 2 3  Malcolm X Speaks, p. 26.
10. 1 2  Malcolm X Speaks, p. 38.
11. ↑  Malcolm X Speaks, p. 31.
12. 1 2  Malcolm X Speaks, p. 33.
13. 1 2 3  Malcolm X Speaks, p. 35.
14. 1 2  Malcolm X Speaks, p. 34.
15. ↑  Malcolm X Speaks, pp. 38–39.
16. ↑  Cone, pp. 195–196. At his press conference, Malcolm X said that "in areas where our people are the constant victims of brutality, and the government seems unable or unwilling to protect them, we should form rifle clubs that can be used to defend our lives and our property in times of emergency". Malcolm X Speaks, p. 22.
17. 1 2  Malcolm X Speaks, p. 43.
18. ↑  Malcolm X Speaks, p. 30.
19. 1 2  Malcolm X Speaks, p. 44.
20. ↑  Cone, p. 194.
21. ↑  Cone, pp. 194–195.
22. ↑  Natambu, pp. 302–303.
23. ↑  Malcolm X Speaks, p. 36.
24. ↑  Malcolm X Speaks, pp. 41–42.